# Космос (кинотеатр, Симферополь)
«Космос» — кинотеатр в Симферополе, имеющий зал на  268 посадочных мест.

## Описание
В кинотеатре комфортный отреставрированный кинозал на 280 мест и дополнительно — 10 VIP-диванов на последних рядах, оборудованный новейшим звуком, создающим эффект 100 % присутствия. Большой английский бесшовный экран.

## История
Кинотеатр «Космос» построен в 1967 году.
В год Олимпиады в Москве (1980 г.), рядом с «Космосом» в салоне пассажирского самолёта Ил-18 появился детский кинотеатр «Илюша». До наших дней этот уникальный детский кинотеатр не сохранился. В 90-е гг. XX в. самолёт распилили на металлолом. В начале 2000-х годов была произведена реконструкция кинотеатра.
В 2012 г. архитектурная мастерская «qbarchitecture» спроектировала современный «Концерт-Холл Космос», на месте кинотеатра. Однако, проект остался невостребованным.
В 2015 г. на площади перед кинотеатром «Космос» установили памятники летчику-космонавту Юрию Гагарину и конструктору ракетно-космической техники Сергею Королеву.
В 2025 г. кинотеатр «Космос» снесли 